# Port de Torredembarra
El port de Torredembarra és un port esportiu i pesquer, situat al municipi de Torredembarra (Tarragonès), entre la platja de la Paella i els penya-segats del Roquer, on hi ha el far de Torredembarra. N'és el titular l'organisme de Ports de la Generalitat, i el gestiona l'empresa Port Torredembarra SA. Disposa de 572 amarraments.

## Història
El port es va construir el 1992, davant del Roquer, des del Racó de l'Art, tram final de la platja de la Paella, on antigament s'hi pescava amb la tècnica de l'art, fins a la punta de la Llança, passant pel Cap Gros, que ha quedat allunyat del mar. La societat Port Torredembarra SA, conformada per diverses empreses constructores i l'Ajuntament de Torredembarra, amb el 25% de les accions, a més del Club Marítim Torredembarra, que fou impulsor del projecte, va aconseguir la concessió d'explotació per 30 anys, que el 2022 es va prorrogar 15 anys més, gràcies a la presentació d'un projecte de remodelació del port, amb una durada de 3 anys.

## Dàrsena pesquera
La flota pesquera del port de Torredembarra ha anat minvant amb el pas dels anys. De les 13 embarcacions que hi havia el 2012, el 2014 es redueixen a 10 (1 d'arrossegament, 8 d'arts menors i 1 de palangre de superfície), i a partir del 2015 en resten només 4: 1 d'arrossegament i 3 d'arts menors. La Confraria de Pescadors de Torredembarra té la seva seu al port, però la subhasta s'efectua al Pòsit de Pescadors de Tarragona.